# Garbatella
Garbatella est une « zone urbanistique » de Rome. Elle appartient à la Municipio VIII de la commune de Rome, dans le quartier d'Ostiense, et est désignée par le code 11.c, qui compte en 2010 : 46 500 habitants.
Elle a été fondée à la fin des années 1920 sur les collines environnant la Basilique Saint-Paul-hors-les-Murs.
Cette zone urbaine est citée dans Journal intime de Nanni Moretti. La Présidente du conseil italienne Giorgia Meloni y a vécu avec sa mère et sa sœur après la séparation de ses parents.

## Vues

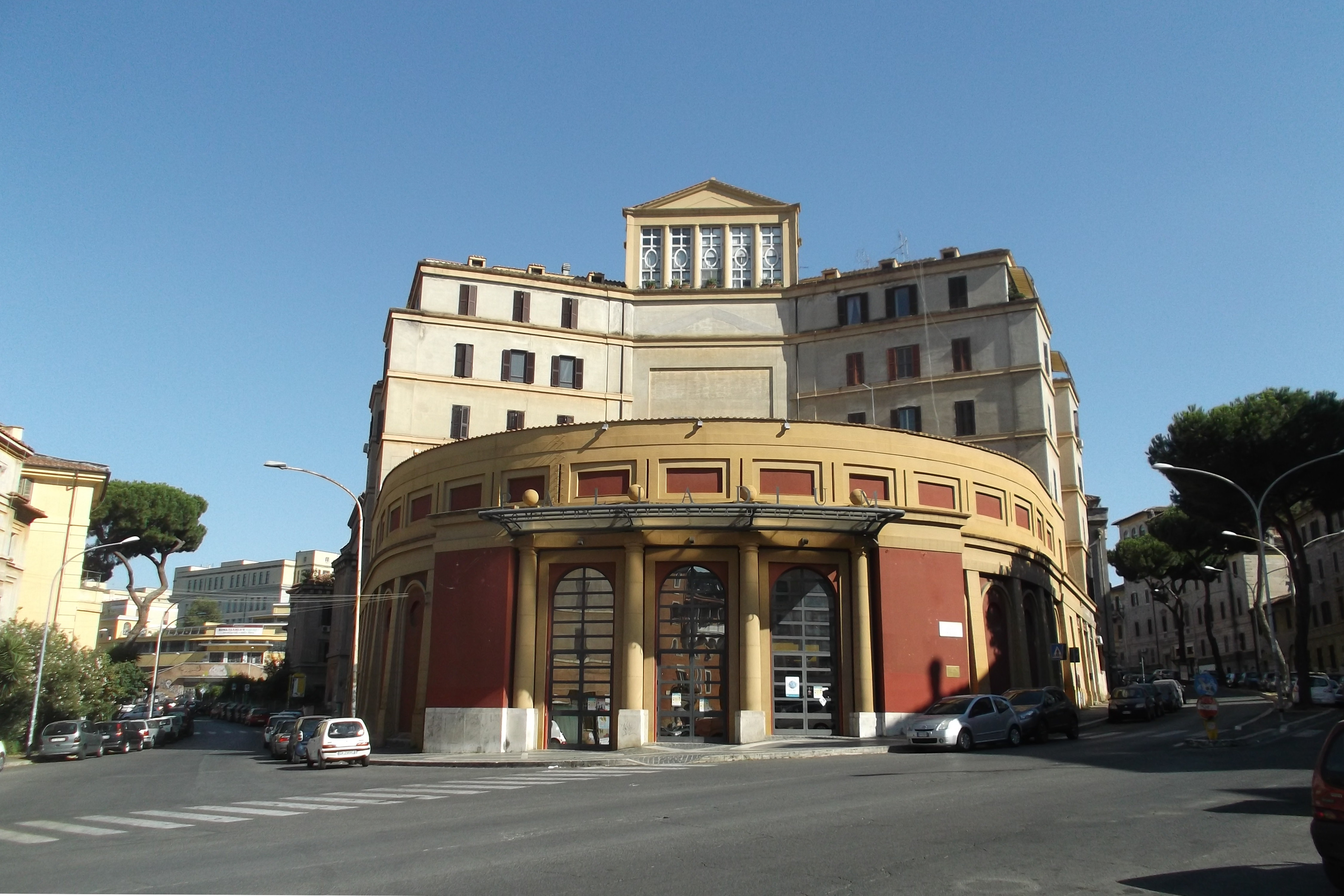
Teatro Palladium
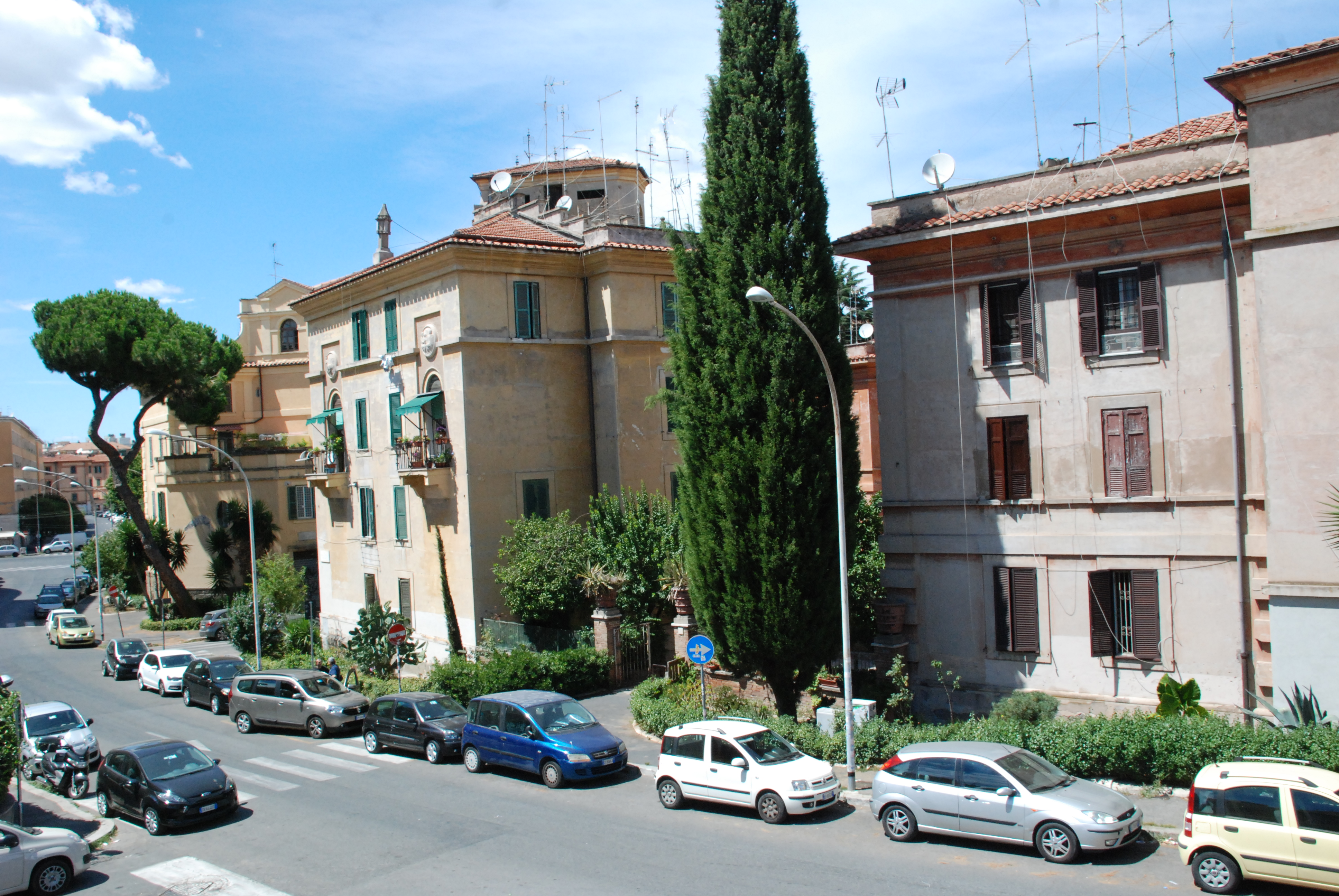
Maisons
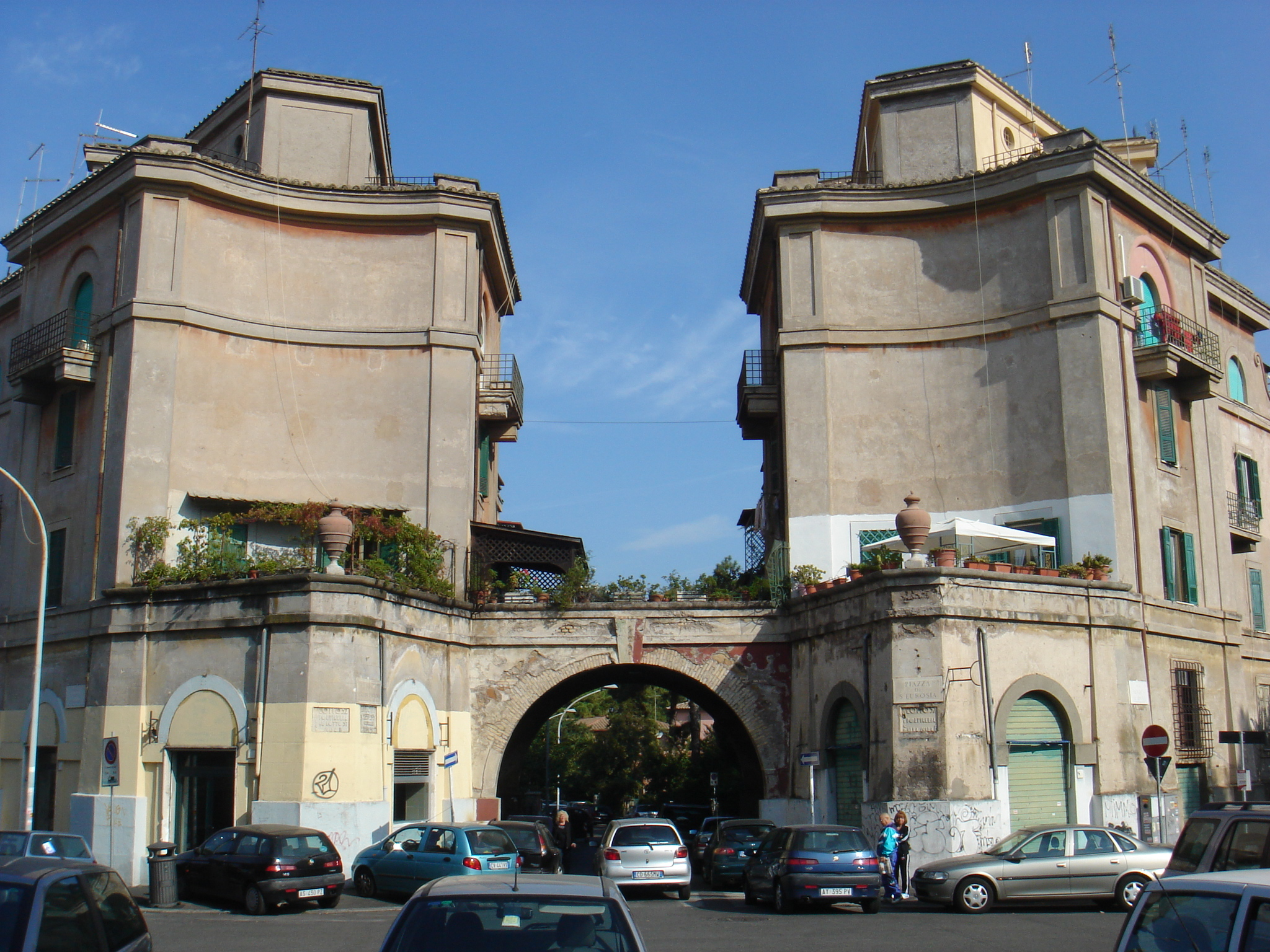
Piazza Sant'Eurosia
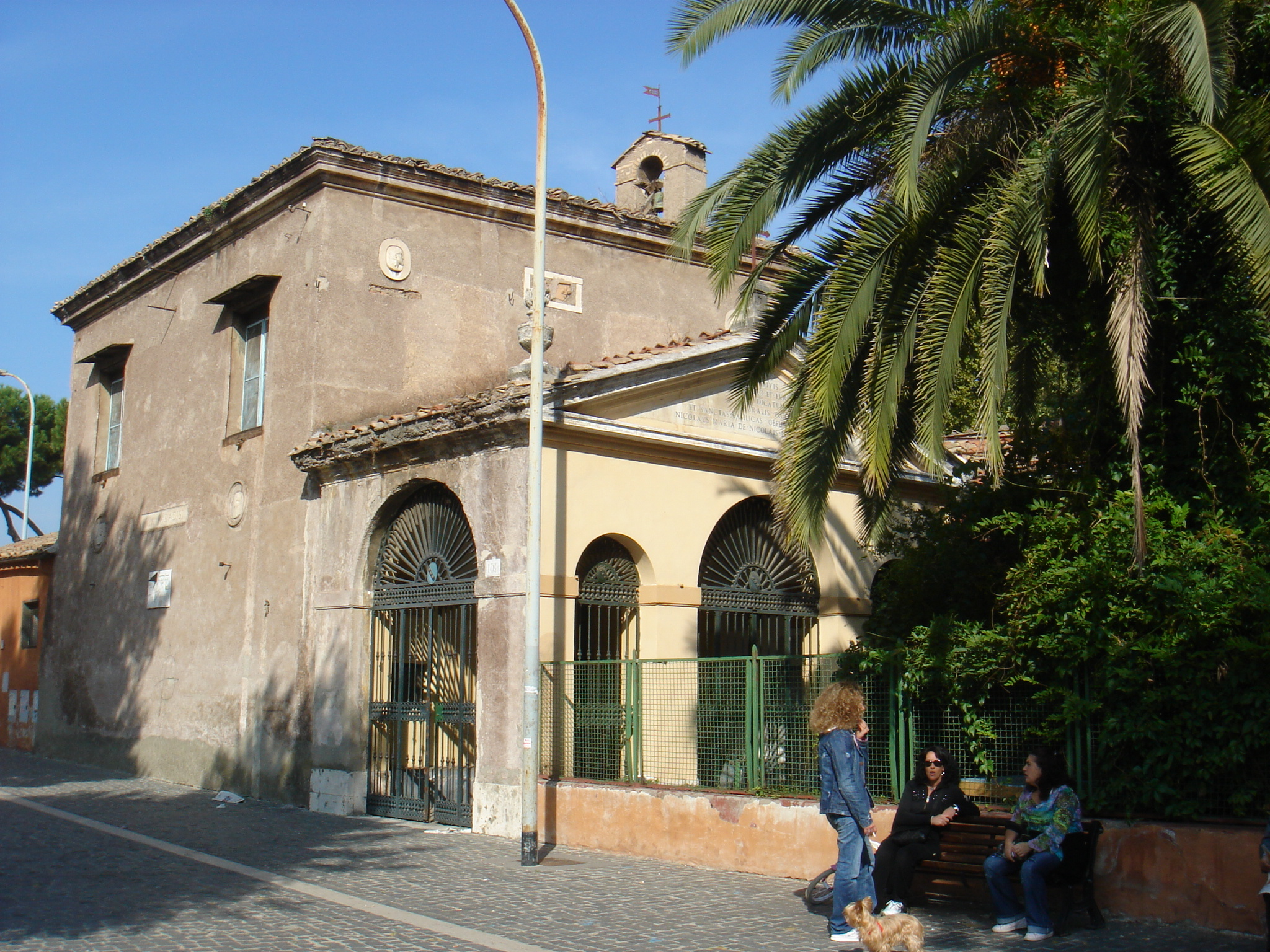
La Chiesolina
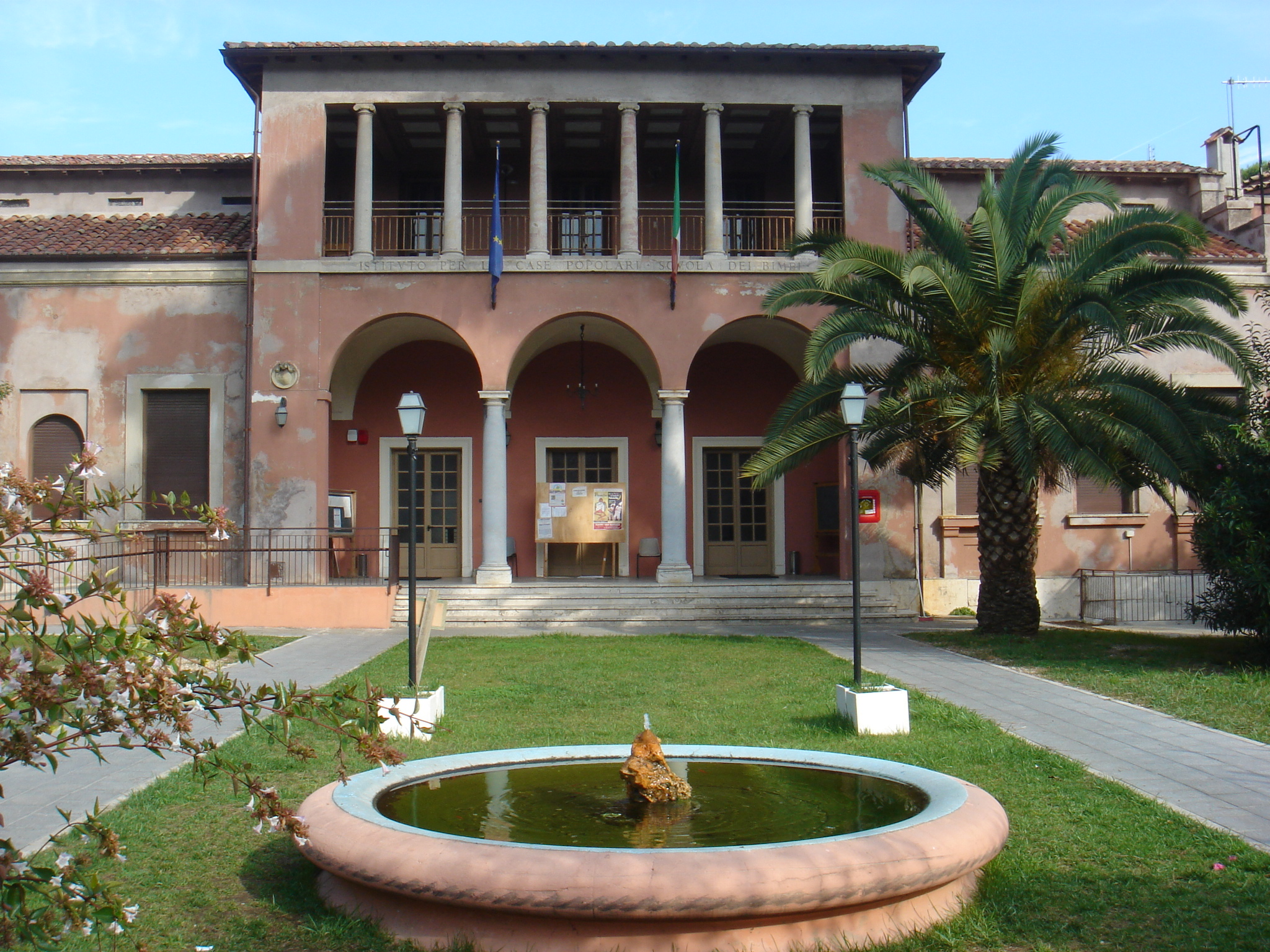
Casa dei Bimbi